# Information Mapping
Information Mapping ist eine als Handelsmarke eingetragene Methode, Informationen zu vereinzeln und zu strukturieren. Sie ist dem Bereich des Wissensmanagements zuzuordnen.

## Anwendungsbereiche
Größte Anwendung findet die Technik seit 1972 bei der Erstellung von Technischer Dokumentation in der Industrie. Die Methode eignet sich jedoch für alle Arten von Firmenunterlagen (u. a. auch Briefe und E-Mails) und für andere Arten von Redaktionsarbeit.

## Funktionsweise
Bei der Information-Mapping-Technik handelt es sich um eine Methode zur Informationsstrukturierung. Sie basiert auf Allgemeinwissen, das auch Bestandteil der Lerninhalte an Hochschulen in der Kognitionspsychologie, in der Medienpsychologie und in der Lernpsychologie ist. Bei der Information-Mapping-Technik werden diese Kenntnisse zu einer einzigen Methode zusammengefasst. Informationen werden in wahrnehmungsoptimierte Informationsgrößen und -strukturen verwandelt. Die Information wird so aufbereitet, dass einzelne Informationsarten in sich abgeschlossen sind. Mit dieser Methode kann ein Technischer Redakteur technische Dokumentation, einen Artikel oder andere Texte so schreiben, dass die in dem Dokument enthaltenen Informationen in einer kürzeren, prägnanteren und verständlicheren Form vorliegen.
Die Inhalte werden dadurch leichter verständlich, bestimmte Inhalte können leichter wiedergefunden werden. Die Dokumente sind schneller zu lesen, führen zu weniger Fehlhandlungen und sind eindeutiger verständlich. Die Methode besteht aus drei Komponenten, der Analyse, der Strukturierung bzw. Gliederung und der Darstellung von Informationen. Zudem werden dem Verfasser eine Reihe von Werkzeugen, die unter anderem aus Empfehlungen, Regeln und Verfahren bestehen, zur Verfügung gestellt, um ein gemapptes Dokument zu erzeugen. Wichtige Werkzeuge der Information-Mapping-Technik sind zwei neue Informationseinheiten, die so genannten Blöcke und Maps. Zudem existieren sieben Prinzipien, die vom Verfasser eingehalten werden müssen. Sieben Informationsarten sind vorgegeben, nach denen der Inhalt des Dokuments klassifiziert wird und zu denen jeweils mehrere Darstellungsarten empfohlen werden.
Die Information-Mapping-Methode ist ein Basis-Standard, der sich sehr leicht an firmenspezifische Bedürfnisse anpassen lässt und sich somit zu einem eigenen Redaktionsstandard im Unternehmen ausbauen lässt.

## Historie
Die Methode wurde Mitte der 1960er-Jahre von Robert E. Horn an der Harvard-Universität in Boston entwickelt. In den 1970er und 1980er Jahren entwickelte er Seminare und Schulungen. Er gründete die Firma Information Resources Inc., die später in Information Mapping, Inc. umbenannt wurde. Er bot diese Seminare zuerst öffentlichen Einrichtungen in den USA, wie z. B. der US Army, an. Nach Deutschland kam die Technik Mitte der 1990er.

## Rechte
Information Mapping bezeichnet eine Handelsmarke, deren Rechte bei Information Mapping, Inc. liegen. Die Weitervermittlung der Information-Mapping-Technik erfolgt über Schulungen durch von Information Mapping, Inc. zertifizierte Trainer. Die Seminarunterlagen enthalten detaillierte Hinweise zur Umsetzung der Methode.

## Zusammenfassung der Ziele
- Klarere Gliederung des Textes oder des Dokuments
- Schnellere Auffindbarkeit von gesuchten Informationen
- Höhere Effizienz beim Schreiben von Dokumenten
- Wirkungsvolle Texte aus Sicht des Autors
- Verbesserte Analyse bei Fehlen von Informationen und Klären von Widersprüchen
- Zeitersparnis beim Lesen
- Leichtere Verständlichkeit für den Leser
- Schnellerer Neueinstieg in dem Leser unbekannte Thematiken
- Berücksichtigung von Bedürfnissen bei Lesern und Autoren

## Grundlagen
Die Information-Mapping-Technik basiert auf den sieben Prinzipien:
- Gliederungs-Prinzip: Gliederung in überschaubare Einheiten
- Relevanz-Prinzip: Zusammenfassung zusammengehöriger Informationen in einer Einheit
- Betitelungs-Prinzip: Eindeutig auf den Inhalt bezogene Bezeichnungen
- Einheitlichkeits-Prinzip: Gleichbehandlung vergleichbarer Elemente
- Prinzip der Gleichwertigkeit der Informationsträger: Gleichbehandlung von Tabellen, Grafiken, Texten und Schaubildern
- Prinzip der Verfügbarkeit von Einzelheiten: Informationen stehen an der Stelle, an der sie gebraucht werden
- Prinzip der systematischen Gliederung und Betitelung: systematische Anwendung von Gliederung und Betitelung auf allen Ebenen des Dokuments

Die Informationen werden nach folgenden Informationsarten unterschieden:
- Anleitung: beschreibt die Durchführung einer Handlung („Wie muss ich vorgehen, wenn …?“)
- Prozess: beschreibt die Funktionsweise eines Objektes („Wie funktioniert …?“)
- Struktur: beschreibt den Aufbau eines Objektes („Wie sieht das aus?“)
- Begriff: definiert ein Objekt („Was ist das?“)
- Prinzip: beschreibt Gesetzmäßigkeiten („Was muss ich beachten, wenn …?“)
- Fakt: zählt Merkmale eines Objektes auf („Wie groß, wie schwer … ist das?“)
- Klassifizierung: teilt Objekte ein („Wohin gehört …?“)

Die Information-Mapping-Technik verwendet folgende zwei Informationseinheiten:
- Block: beinhaltet inhaltlich zusammengehörige Elemente wie Tabellen, Grafiken, Texte und Schaubilder
- Map: fasst mehrere inhaltlich oder vom Zweck her zusammengehörige Blöcke unter einem gemeinsamen Titel zusammen